# Maryjczycy

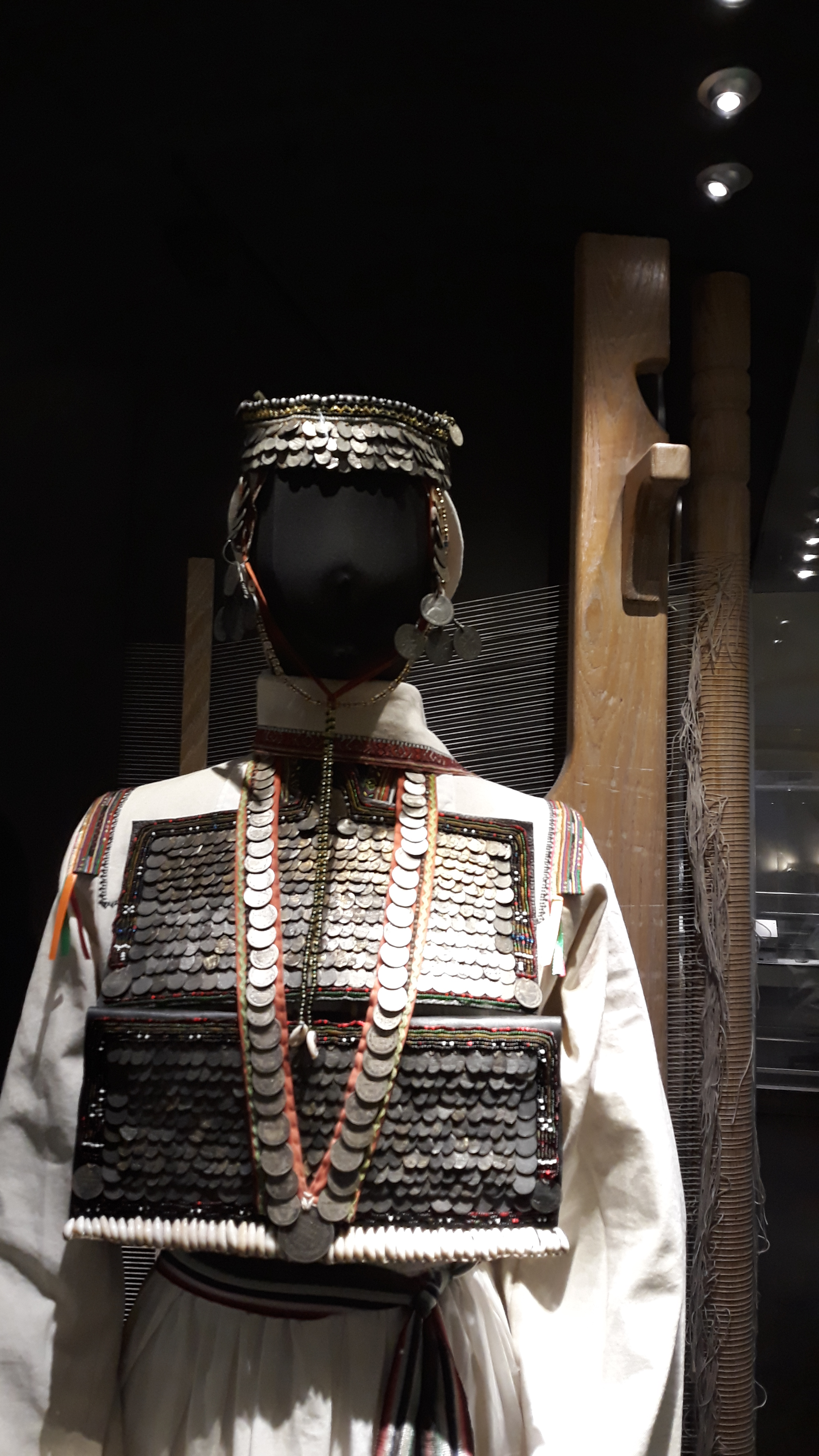
Maryjski stój ludowy z XIX wieku

Maryjczycy (maryjski марий, marij lub мари, mari; ros. марийцы, marijcy), dawniej określani jako Czeremisi (ros. черемисы, czeriemisy) – grupa etniczna pochodzenia ugrofińskiego, która pierwotnie zamieszkiwała tereny nad Wołgą i Kamą w dzisiejszej Rosji. Prawie połowa Maryjczyków mieszka obecnie w Republice Mari El, ale znaczące ich populacje znajdują się także w republikach Baszkirii i Tatarstanu. W przeszłości Maryjczycy byli również znani jako Czeremisa lub Czeremis w języku rosyjskim i Çirmeş (czyt. Czirmesz) w języku tatarskim.

## Nazwa
Nazwa „mari” wywodzi się od proto-indo-irańskiego rdzenia *márya-, co oznacza „człowiek”, dosłownie „śmiertelnik; ten, który musi umrzeć”, co wskazuje na wczesne kontakty pomiędzy ludami ugrofińskimi i indoirańskimi.

## Historia

### Wczesna historia
Niektórzy uczeni utrzymują, że dwa plemiona wymienione przez gockiego pisarza Jordanesa w jego dziele Getica wśród ludów królestwa króla Gotów Ermanaryka w IV wieku n.e. można zrównać z ludem Mari. Jednak identyfikacja Imniscaris (lub Sremniscans) z „Czeremis” i Merens z „Mari” jest kontrowersyjna. Pierwsza potwierdzona wzmianka o ludzie Mari pochodzi ze źródeł chazarskich z X wieku, gdzie występuje pod egzonimem carmis (=  „Czeremis”). W tym czasie obszar osadniczy Maryjczyków znajdował się wzdłuż Wołgi. W XIII wieku Maryjczycy znaleźli się pod wpływem Złotej Ordy, a w 1443 roku stali się poddanymi Chanatu Kazańskiego. W tym czasie Maryjczycy doświadczyli pewnego połączenia kulturowego z panującymi Tatarami i Bułgarami Nadwołżańskimi, co jest również widoczne w leksykalnym i gramatycznym wpływie turkijskim na język maryjski. W 1552 r. Terytorium Maryjczyków zostało włączone do Rosji w wyniku podboju Kazania przez Iwana Groźnego. Podczas gdy niektórzy Maryjczycy pomagali w rosyjskim podboju, większość Maryjczyków walczyła w tak zwanych „wojnach czeremisowych”. Pod koniec XVI wieku opór został ostatecznie stłumiony. W wyniku napływu osadników rosyjskich i ucieczki przed przymusową chrystianizacją (od ok. 1700 r.) Maryjczycy zaczęli osiedlać się dalej na wschód w dzisiejszej Baszkirii. W następnych stuleciach pod kontrolą carskiej Rosji Maryjczycy byli w stanie zachować swoją etniczną i kulturową tożsamość, wzmocnioną powtarzającymi się falami powrotu do ich tradycyjnej religii przedchrześcijańskiej.

### Okres ZSRR
W czasach radzieckich została utworzona Sekcja Maryjska pod auspicjami Narkomnacu, Ludowego Komisariatu ds. Narodowości. Jej zadaniem było ułatwienie związania się Maryjczyków z innymi ludami ZSRR, zmniejszenie ich nieufności do Rosjan i podniesienie „świadomości klasowej” maryjskich robotników. W praktyce oznaczało to ułatwienie rekwizycji zboża przez państwo radzieckie, zwiększenie rekrutacji żołnierzy do Armii Czerwonej oraz wprowadzenie bolszewickiej kontroli nad społeczeństwem. 
W czasach radzieckich duża liczba etnicznych Rosjan została przeniesiona na ziemie tradycyjnie maryjskie, co znacząco zmieniło demografię regionu i sprawiło, że Maryjczycy zaczęli stanowić mniejszość w wielu częściach własnej ojczyzny. Co więcej, polityka bolszewicka mająca oficjalnie na celu zwalczanie nadmiernego wpływu nacjonalizmu w państwie wielonarodowym doprowadziła do zabójstwa czołowych Maryjczyków, takich jak Siergiej Čavajn i Ołyk Ipai oraz wielu nauczycieli, naukowców, artystów, a także przywódców religijnych i społecznych.

### Okres Federacji Rosyjskiej
Po upadku Związku Radzieckiego w nowo utworzonej republice Mari El odrodziły się kultura i język maryjski. Jednak po nominacji Leonida Markiełowa na stanowisko szefa republiki w 2001 r. Rząd Mari El prowadzi w regionie politykę intensywnej rusyfikacji. Według Wasilija Pektiejewa z Maryjskiego Teatru Narodowego w Joszkar-Oła „[Markiełow] nienawidził Maryjczyków”. Zauważył, że języka maryjskiego nie uczy się już na wsiach ani w szkołach, a republika Mari El „jest już republiką etniczną tylko z nazwy. Jesteśmy po prostu kolejnym obwodem”. W 2005 r. Komisja Europejska wyraziła zaniepokojenie doniesieniami o represjach przedstawicieli etnicznej opozycji maryjskiej, dziennikarzy i urzędników państwowych, którzy promowali kulturę maryjską i sprzeciwiali się ponownemu powołaniu Markiełowa na urząd szefa republiki w tym roku.

## Grupy etniczne
Lud Maryjczyków składa się z czterech różnych grup: Maryjczyków Łąkowych, którzy mieszkają na lewym brzegu Wołgi, Górskich Maryjczyków, którzy mieszkają na prawym brzegu Wołgi, północno-zachodnich Maryjczyków, którzy mieszkają w obwodach kirowskim i niżnonowogrodzkim, i wschodnich Maryjczyków, którzy mieszkają w republikach Baszkirii, Tatarstanu i Udmurcji, a także w Kraju Permskim i Obwodzie Swierdłowskim. W rosyjskim spisie powszechnym z 2002 r. 604 298 osób określiło się jako „Mari”, przy czym 18 515 osób wskazało na szczep górskich Maryjczyków, a 56 119 – na szczep wschodnich Maryjczyków. Prawie 60% Maryjczyków zamieszkiwało obszary wiejskie.

## Język
Maryjczycy mają swój własny język, zwany maryjskim, który należy do rodziny języków uralskich. Jest on zapisywany zmodyfikowaną wersją cyrylicy. Obecnie językoznawcy wyróżniają cztery różne dialekty, z których nie wszystkie są wzajemnie zrozumiałe: górsko-maryjski (мары йӹлмӹ), skoncentrowany głównie na prawym brzegu Wołgi; łąkowo-maryjski (марий йылме), używany na nizinach wokół rzek Kokszaga i Wołga, do których należy miasto Joszkar-Ola; wschodnio-maryjski, używany na wschód od rzeki Wiatka; i północno-zachodnio-maryjski (маре йӹлмӹ) w południowo-zachodniej części obwodu kirowskiego i północno-wschodniej części obwodu niżnonowogrodzkiego.
W spisie powszechnym z 2002 r. 451 033 osób stwierdziło, że posługuje się językiem maryjskim.

## Religia

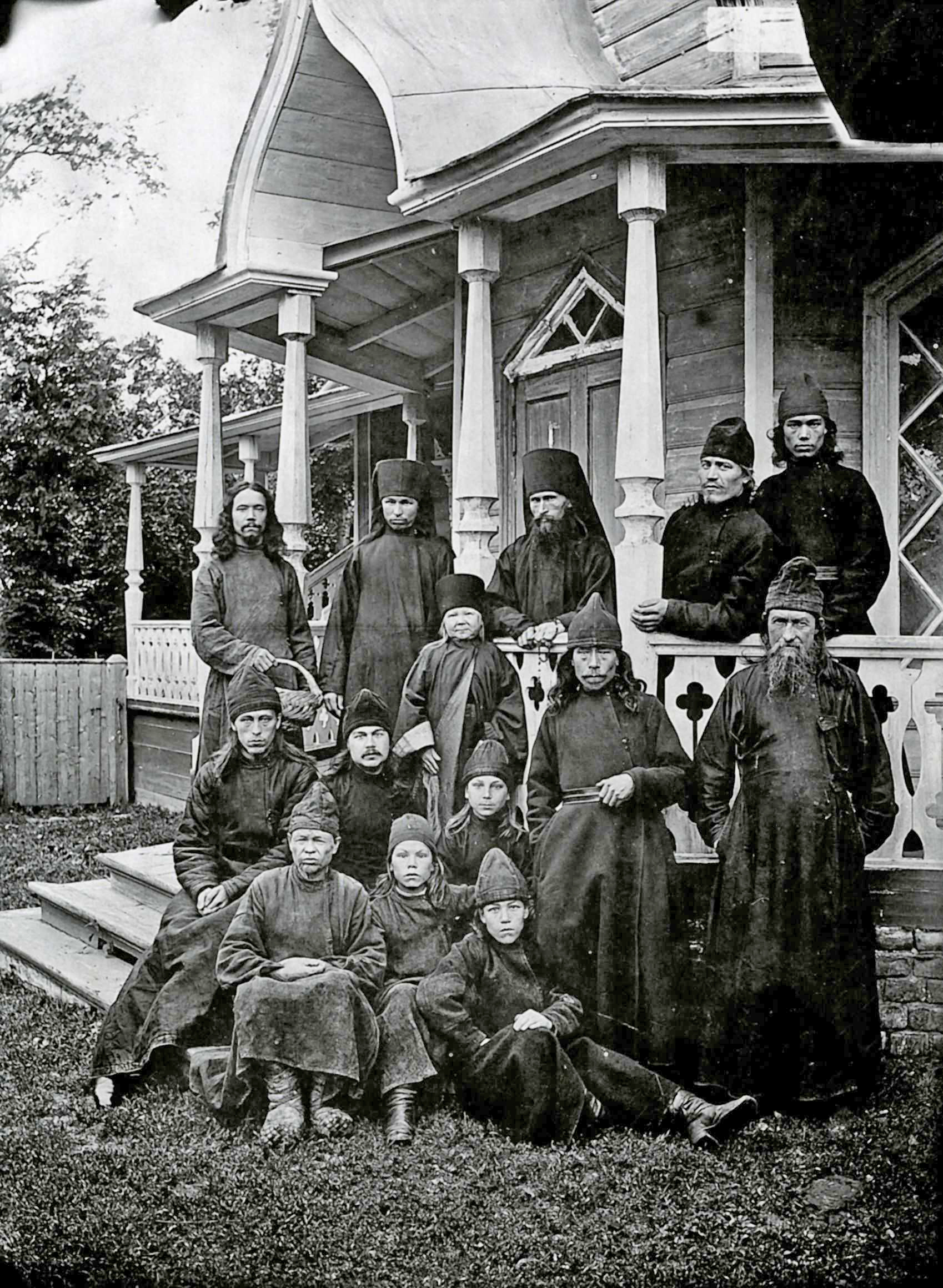
Maryjscy mnisi prawosławni (zdjęcie sprzed 1921)

Maryjczycy tradycyjnie praktykowali wiarę pogańską, która ściśle łączyła jednostkę z naturą. Zgodnie z tymi wierzeniami natura wywiera magiczny wpływ na ludzi. Odnoszą się do niej jako do świętej, potężnej i żywej istoty, poza którą człowiek nie może istnieć. Natura jest źródłem absolutnego dobra, które zawsze pomaga człowiekowi, o ile człowiek nie wyrządza jej krzywdy ani nie sprzeciwia się jej.
Rdzenna religia Maryjczyków posiada również panteon bogów mieszkających w niebiosach, z których najważniejszy jest znany jako Wielki Biały Bóg (Ош Кугу Юмо, Osz Kugu Jumo). Inni pomniejsi bogowie to bóg ognia (Тул Юмо, Tul Jumo) i bóg wiatru (Мардеж Юмо, Mardeż Jumo). 
Maryjczycy wierzą również w wielu pół-ludzi, pół-bogów (керемет, kieriemiet), którzy żyją na ziemi. Najbardziej szanowanym z nich jest Czumbułat (Чумбулат) lub Czumbyłat (Чумбылат), znany przywódca i wojownik.
Maryjczycy przyjęli chrześcijaństwo w XVI wieku, po włączeniu ich terytorium do Imperium Rosyjskiego za panowania Iwana IV Groźnego. Przyjęcie chrześcijaństwa nie było jednak powszechne i wielu Maryjczyków nadal praktykuje pogaństwo w synkretycznych formach lub w czystszych formach, należąc do zorganizowanych organizacji neopogańskich. Chociaż większość Maryjczyków należy obecnie do Rosyjskiego Kościoła Prawosławnego, poganie nadal stanowią znaczną mniejszość, liczącą od 25 do 40% populacji.